# Pfarrkirche Eitzing

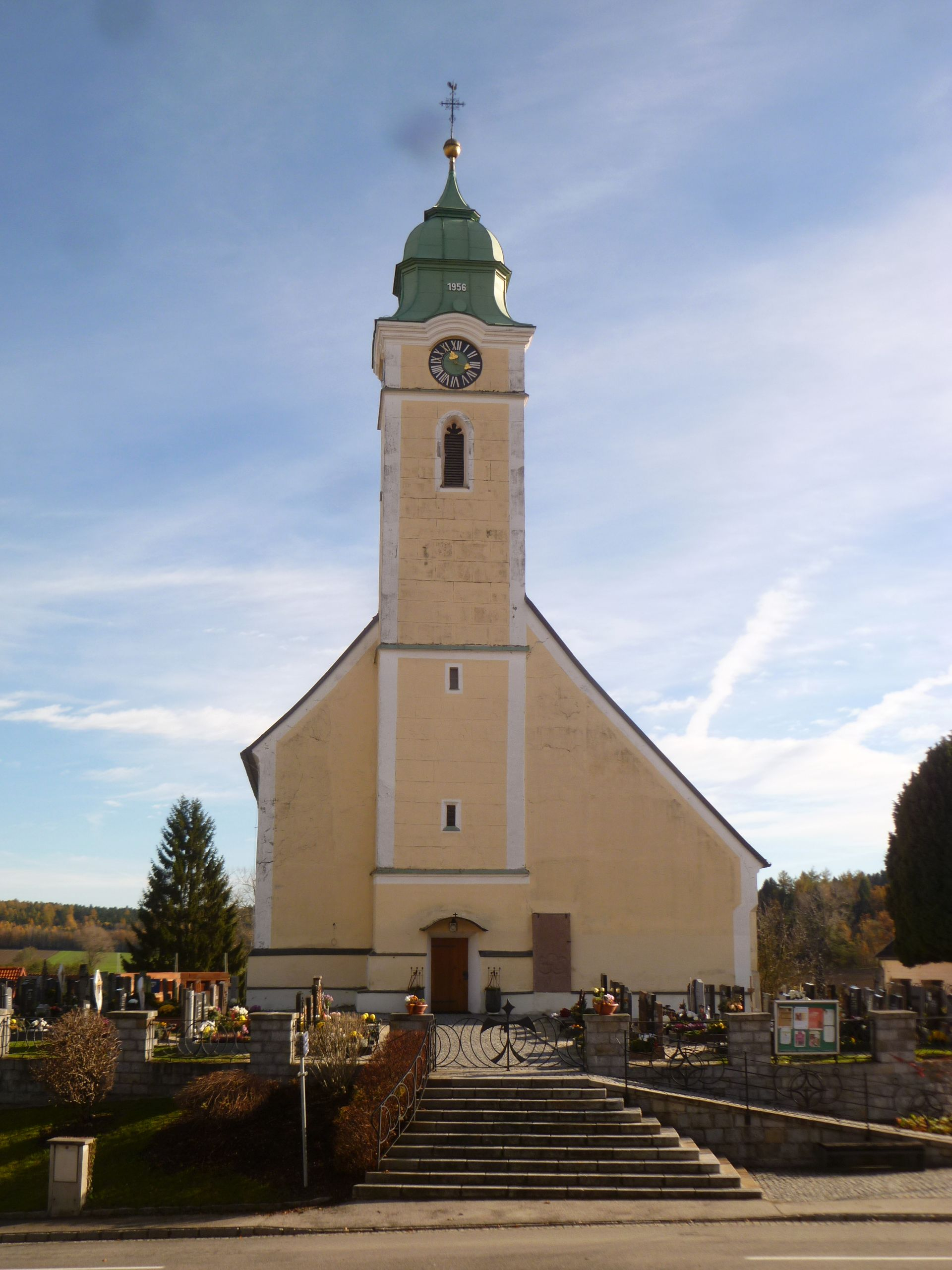
Pfarrkirche Mariä Himmelfahrt in Eitzing

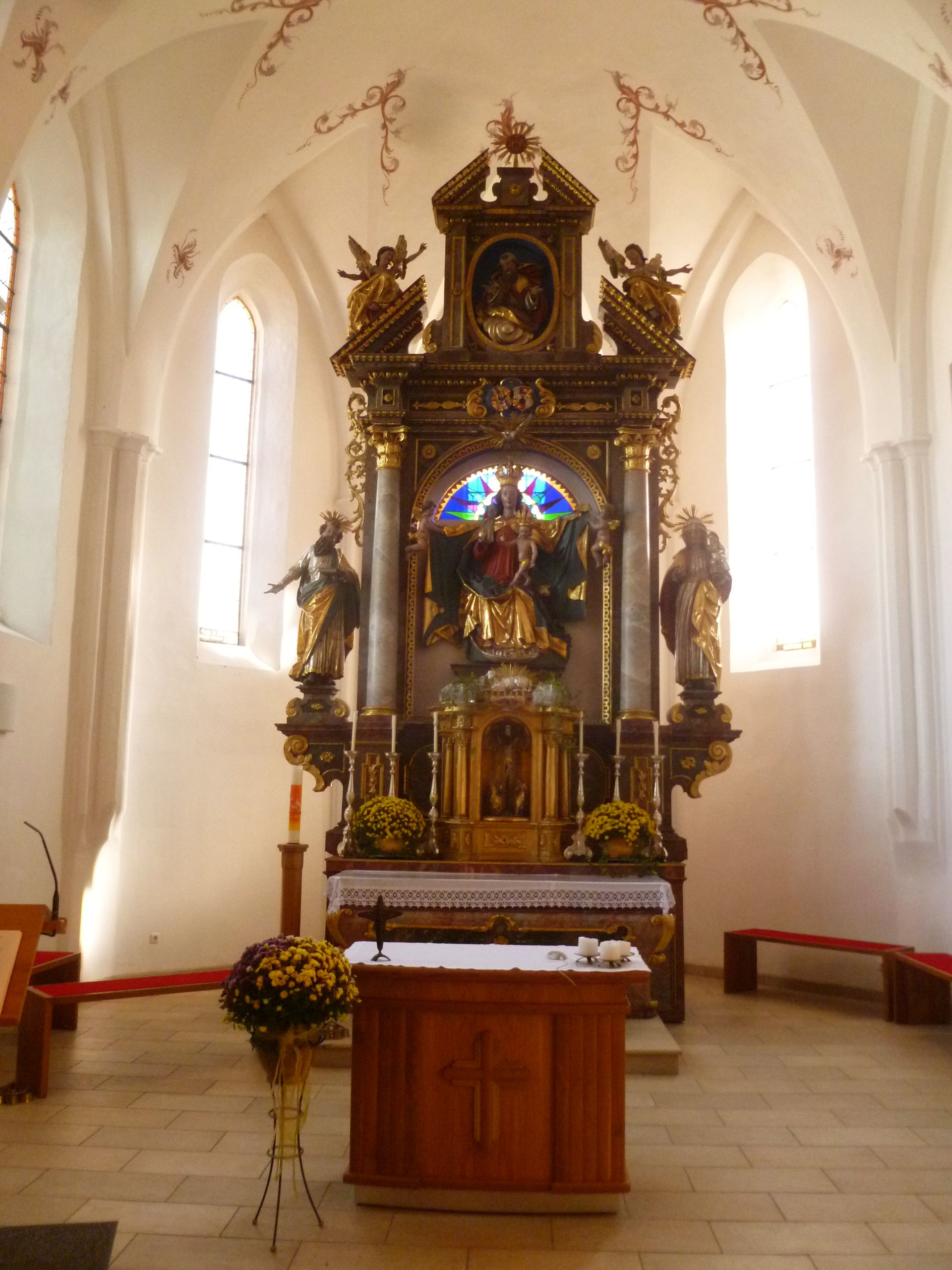
Barocker Hochaltar im Chorschluss

Die Pfarrkirche Eitzing steht in der Gemeinde Eitzing in Oberösterreich. Die römisch-katholische Pfarrkirche Mariä Himmelfahrt gehört zum Dekanat Ried im Innkreis in der Diözese Linz. Die Kirche steht unter Denkmalschutz.

## Geschichte
Die Kirche wurde 1150 urkundlich genannt. Von 1400 bis 1785 war Eitzing eine Filiale der Pfarrkirche Aurolzmünster. Mit Hofdekret von Kaiser Joseph II. vom 6. März 1784 wurde Eitzing eine selbstständige Pfarre. Papst Pius IX. verlieh der Kirche für das Fest Mariä Himmelfahrt einen vollkommenen Ablass. Die Wallfahrt der Rieder geht auf ein Gelöbnis anlässlich eines Brandes in Ried im Innkreis im Jahre 1704 zurück. Die Totenkapelle wurde 1988/89 vollständig restauriert.

## Architektur
Das gotische einschiffige vierjochige Langhaus hat eingezogene Strebepfeiler. Der eingezogene zweijochige Chor mit einem 3/8-Schluss hat abgetreppte Strebepfeiler. Es gibt eine zweijochige Kapelle im Süden. An den Gewölben wurden später die Rippen entfernt. Langhaus und Chor zeigen sich mit neuen Fresken. Die dreiachsige Westempore ist kreuzrippenunterwölbt. Der Westturm trägt eine spätbarocke geschwungene Haube. Das gotische Südportal mit einer ursprünglich sternrippengewölbten Vorhalle hat eine Tür mit einem gotischen Gitterbeschlag und einem Türklopfer und ein gotisches Vorhallentor. Die Sakristeitür hat gotische Beschläge.

## Ausstattung
Der barocke Hochaltar von 1637 trägt die Figuren Joachim und Anna des Bildhauers Ludwig Vogl aus Ried. Die mittige gotische sitzende Schutzmantelmadonna um 1480 und das Jesuskind 1637 wurden durch Ludwig Vogl nachgebessert. Die Seitenaltäre tragen links die Figuren Georg und Jakob, und rechts Sebastian und Florian, als Arbeiten vom Bildhauer Thomas Schwanthaler (1660/1661). Es gibt silbergetriebene Rokoko-Reliquiare und Leuchter.
Die Kanzel ist um 1780 entstanden. Der Taufstein trägt die Holzgruppe Taufe Christi in der Art des Franz Schwanthaler aus der Mitte des 18. Jahrhunderts.
In der Südkapelle ist ein Wappengrabstein zu Heinrich Pfnurr 1450.
Es gibt eine Glocke aus 1780.

## Totenkapelle
Die Totenkapelle ist an der Südwestecke der Pfarrkirche angebaut und zeigt Stuck und Fresken des Malers Johann Josef Prinner. Den Altar schuf Franz oder Johann Peter Schwanthaler der Ältere. Die Statue Christus an der Geißelsäule ist aus dem 3. Viertel des 18. Jahrhunderts. Es gibt ein Grabmal im Stil der Renaissance zu Hoffer 1602.